# Nižná Kamenica
Nižná Kamenica és un poble i municipi d'Eslovàquia. Es troba a la regió de Košice, a l'est del país.

## Història
La primera referència escrita de la vila data del 1347.

## Demografia
| Godina             | 1994 | 2004   | 2014    | 2024    |
| ------------------ | ---- | ------ | ------- | ------- |
| Nombre de persones | 473  | 488    | 553     | 718     |
| Diferència         |      | +3,17% | +13,31% | +29,83% |

| Godina             | 2023 | 2024   |
| ------------------ | ---- | ------ |
| Nombre de persones | 683  | 718    |
| Diferència         |      | +5,12% |